# Посиделки

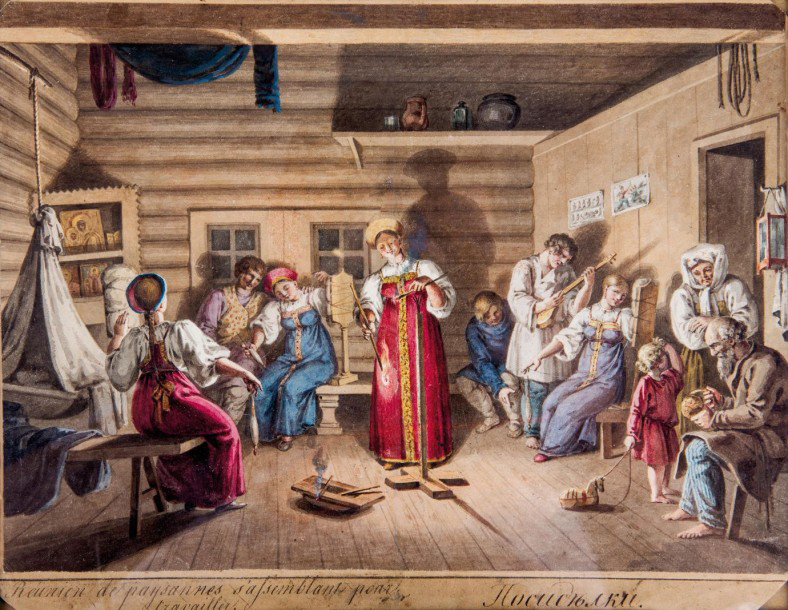
«Русские посиделки». 1830

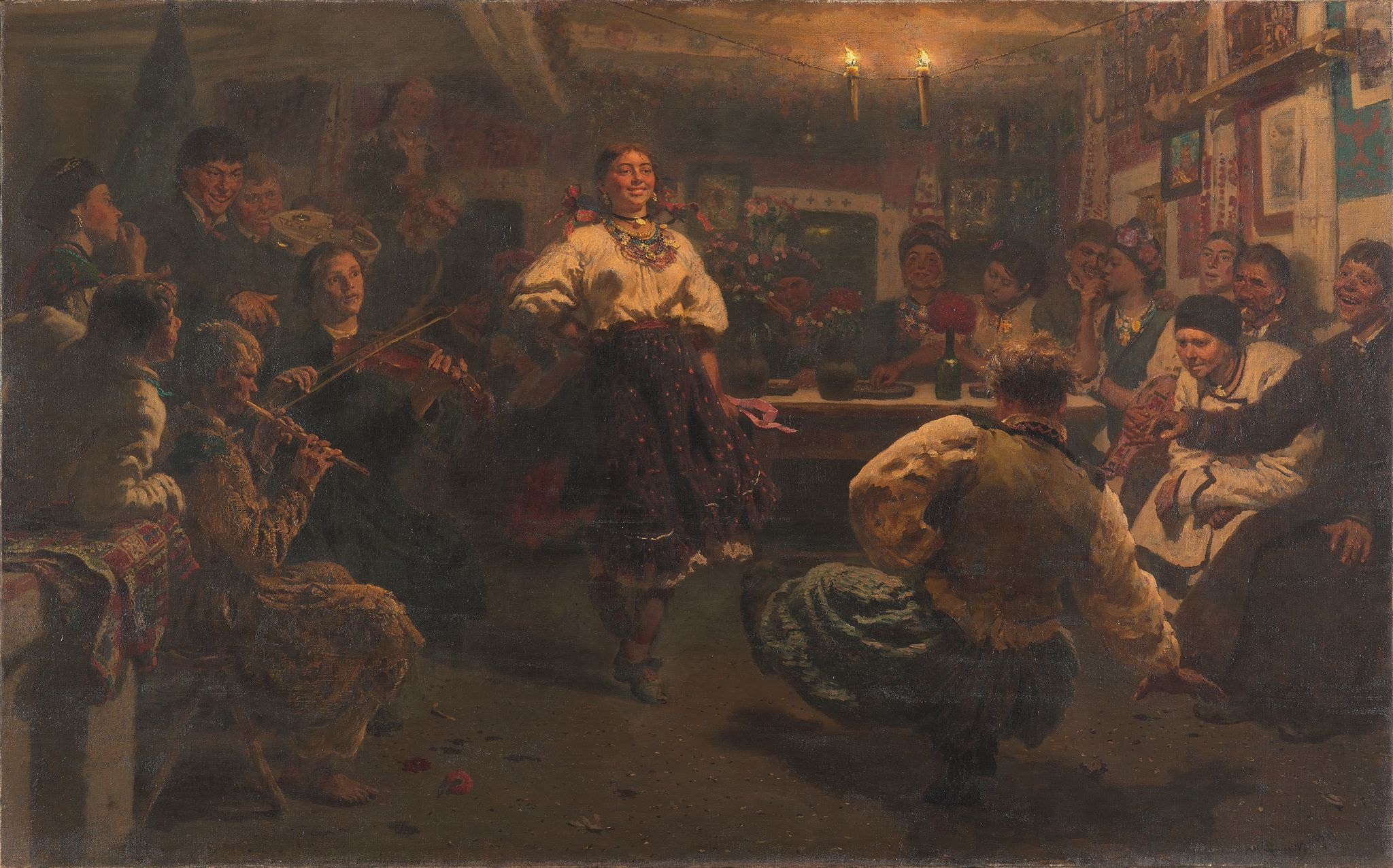
«Вечеринка», И. Е. Репин

Посиде́лки (вечёрка, Вечо́рка) — сезонная форма молодёжного досуга в осенне-зимнее время, наиболее характерная для восточных и южных славян. 
У западных славян подобные собрания не были регулярными. В отличие от летних «улиц», посиделки проходили в доме. В различных краях (странах) России (Руси) имели названия Посиду́хи (нвг. и твр.), Поси́денка (ниж.), Поси́дки, Поседки (арх., нвг., кстр.), Посиду́шка, Вечери́на, Вечери́нка, Вечо́рка (сев.), Вечо́рки (мн., вост.), вечеру́ха, вечеру́шка (юж.).

## Другие названия
рус. беседа, вечорка, вечерница, гостиный, посида, посидухи, засядки, посидки, супрядка, супрядки, супрялки, попрядухи, баня, ночлежки, до́светки, до́свитки, дозорьки; укр. вечерница, вечер, досвитки; бел. вячоркі, вечарынкі; болг. седенки, попрелки, посяда, вечерка, беленки, трошенки; серб. седелзки; макед. седенки, вечеринки, собиранки, попретки; босн. sjèdanje, sjélo, pos’jélo, dérnek, teférić; словац. priadky, pdracky; чеш. přátki, пол. prządki, skubaczki, drzeć pierze, obieraczki

## Занятия на посиделках

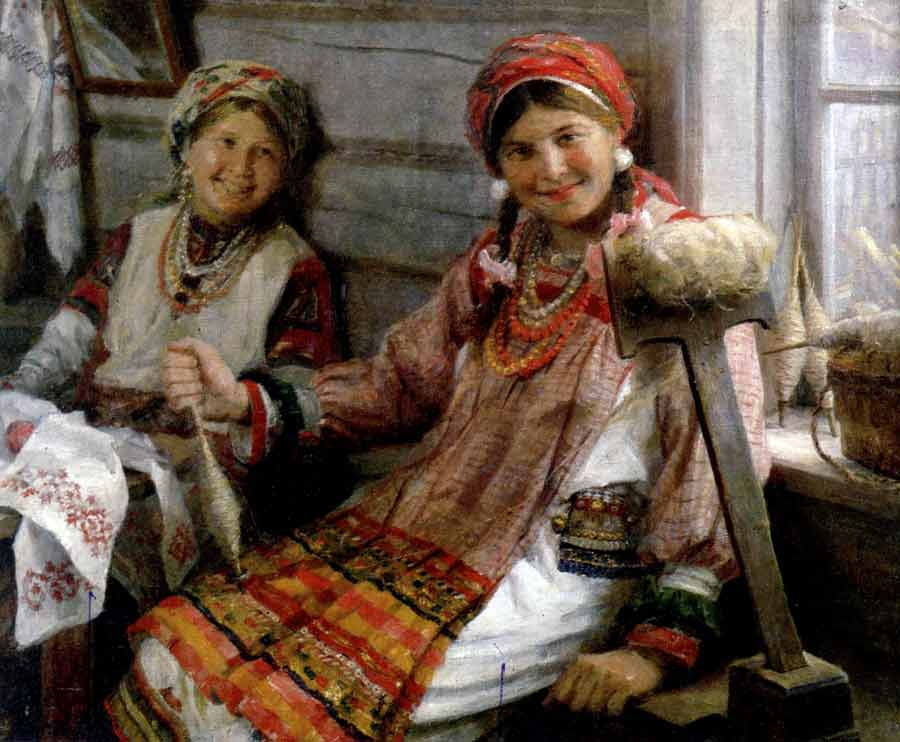
Ф. В. Сычков. За работой. Подруги. 1935

Посиделки обычно проводились для женских работ (толока, помочь) и были видом деревенской взаимопомощи, например, для заготовки продуктов (пол. obieraczki «подготовка капусты к рубке для засолки», словен. lupljenje sliv «убирание косточек из слив»,болг. беленки, трошенки «чистка початков кукурузы и лущение»), прядения (в.-слав, супрядки; болг. преденка «прядение»), ощипывание птиц на перья (пол. skubaczki, чеш. dram peri) для перин и подушек. У польских гуралей посиделки могли устраиваться для знакомства парней с девушками.
На посиделках днём девушки работали без парней: шили, пряли, вязали, тихо разговаривали, пели протяжные песни. Вечером гурьбой приходили парни, на пороге кланялись, снимали шапки и здоровались, после чего выбирали себе пару (рус. беседники, занималъщики, тральщики, почётники, дроли, вечеровальщики) для игр и танцев. При этом частая смена  партнёров во время сезона осуждалась.
На девичьи посиделки приглашали неженатых парней, и работы обычно заканчивались небольшим угощением, песен и танцами. У русских посиделки были двух видов: рабочие и «с гуляньем».

## Время
Посиделки начинались по окончании уборки урожая. У восточных славян самые яркие праздничные посиделки приходились на святки. В центральной России молодёжные вечеринки игрались со дня Кузьмы-Демьяна или Покрова до масленицы, в Белоруссии — с Филипповского (Рождественского) поста до начала Великого поста. В это время девушки занимались в основном прядением.
Первые посиделки, в зависимости от местности, приурочивались к какому-либо большому осеннему празднику: у восточных славян — к Дожинкам, а также к Семёнову дню, Осенинам, Воздвижению, дню Иоанна Богослова, Покрову и дню Параскевы Пятницы, осенним Кузьминкам, Михайлову дню, Введению.
У восточных славян посиделки устраивались в течение всей недели, у поляков — по пятницам, у болгар — в понедельник, среду и субботу. Обычно посиделки собирались после обеда или к вечеру, а в Святки переносились на дневное время. Учитывался запрет на прядения в пятницу, субботу и воскресенье, а также в канун престольных и больших праздников. Русские в пятницу, субботу и воскресенье занимались только «чистой работой»: вязанием и вышиванием. 
В деревнях Ухвальского сельсовета (под Минском) существовало размежевание между вечёрками и посиделками, хотя и там и там пряли кудель. Посиделки происходили только днём и без ребят, а на вечёрки допускались ребята и они проходили с танцами и играми.